# Abel Kingué
Abel Kingué, nacido en 1924 en Fokoué y fallecido el 16 de abril de 1964, fue un líder político durante la lucha por la independencia de Camerún

## Biografía

### Infancia y primeros años
Abel Kegne (nombre de nacimiento) nació en Fokoué, cerca de Bamendou, en el Departamento de Menoua, Región Occidental , Camerún, en 1924.
Se marchó pronto de casa y se fue a vivir a Dschang con Mathieu Yamdjeu, amigo de su padre. Se convirtió en recogepelotas en el club de tenis. Llamó la atención y se matriculó en la escuela. Estudió en Dschang, Bafang, Nkongsamba y luego en la escuela de enfermería de Ayos.

### Activista de la UPC en Camerún
En 1947, Abel Kingué trabajaba en unos grandes almacenes de Duala, donde conoció a Robert Ekwalla. Ambos se hicieron militantes de la Unión de Sindicatos Confederados de Camerún (USCC). En abril de 1950, dejó la tienda y se unió a la plantilla de la Unión de los Pueblos de Camerún (UPC) en su primer congreso en Dschang. En 1951, en Nkongsamba, denunció públicamente las maquinaciones políticas del príncipe Alexandre Douala Manga Bell. Demostró grandes dotes oratorias, fuertes convicciones ideológicas y una gran capacidad de trabajo y organización. Fue reelegido vicepresidente de la UPC en septiembre de 1952, en el segundo congreso de Eséka. También fue jefe de redacción del órgano de la UPC, la Voix du Cameroun.
Fue uno de los fundadores de la Juventud Democrática de Camerún (JDC). En diciembre de 1953, representó a la JDC en las Organización de las Naciones Unidas. A su regreso, durante su viaje de información, fue atacado en Mbouroukou, cerca de Melong, gravemente herido y dado por muerto. Se recuperó y, en abril de 1954, se presentó como candidato a la Asamblea Territorial de Camerún (Assemblée territoriale du Cameroun - ATCAM). A pesar de su gran popularidad, la administración colonial lo declaró derrotado.
En abril y mayo de 1955, la UPC celebró una serie de reuniones, distribuyó folletos y organizó huelgas. El 18 de abril de 1955, la casa de Kingué, así como las de los líderes de la UPC Ruben Um Nyobé y Jacques Ngom, fueron saqueadas e incendiadas.  El 25 de mayo de 1955, la policía abrió fuego contra los manifestantes en Loum, Duala, Yaundé, Ngambe y otros lugares. La noche siguiente, la policía saqueó e incendió la sede de la UPC en el barrio de New Bell, en Duala. Es posible que a finales de mayo hubiera 5000 víctimas por la violencia.  El 13 de julio de 1955, el gobierno francés disolvió la UPC por decreto. La mayoría de los dirigentes de la UPC se trasladaron a Kumba, en la Región del Sudoeste, administrada por el Reino Unido, para evitar ser encarcelados por las potencias coloniales. 

### Exilio y muerte
El 28 de enero de 1956, la UPC expuso su posición en una declaración a la prensa internacional firmada por Félix-Roland Moumié (presidente), Ruben Um Nyobé (secretario general) y los dos vicepresidentes, Ernest Ouandié y Abel Kingué. Reclamaban la reunificación de las zonas bajo administración francesa y británica como Estado independiente.  Abel Kingué presidió una importante reunión del JDC los días 8 y 9 de noviembre de 1956 en Kumba. Fue atacado y dado por muerto por comandos franceses que intentaban matar a dirigentes de la UPC. En julio de 1957, presionadas por los franceses, las autoridades británicas de Camerún Meridional deportaron a los dirigentes de la UPC a Jartum, en Sudán. Después viajaron a El Cairo, en Egipto, Conakri, en Guinea y, finalmente, a Acra, en Ghana. Aquejado de hipertensión, Kingué llevó una vida tranquila en el exilio. 
El 6 de septiembre de 1962, los dirigentes de la UPC en el exilio se reunieron en Acra, en casa de Ndeh Ntumazah, y decidieron excluir de la secretaría administrativa a la clique pénale de Woungly (banda de jóvenes delincuentes de Woungly). A las diez de la noche, cuando los participantes se disponían a marcharse, estalló una bomba sin causar heridos. Las autoridades ghanesas encarcelaron a todos los dirigentes de la UPC. En octubre, liberaron a Massaga, Tchaptchet y Ntumazah, pero mantuvieron en prisión a Abel Kingué. El |13 de septiembre de 1962, la UPC organizó su primera Assemblée populaire sous maquis en Moungo, donde se nombró el comité revolucionario. El comité estaba presidido por Ernest Ouandié. Los otros miembros eran Abel Kingué, Michel Ndoh, Ndongo Diyé, Osendé Afana, Nicanor Njiawe y Woungly-Massaga.
En teoría, existía una dirección bicéfala, con Abel Kingué a la cabeza de los exiliados en Ghana y Ernest Ouandié de los maquis. La organización funcionó mal debido a problemas de comunicación y a la ruptura chino-soviética. Al año siguiente, se dividió, y Abel Kingué y Osendé Afana se aliaron con Ntumazah y se opusieron a los demás líderes. 
 Abel Kingué permaneció encarcelado en Acra hasta julio de 1963. Tras su liberación, su salud se deterioró gradualmente, con complicaciones como problemas de comportamiento. Durante una misión en Argel, su estado empeoró repentinamente. Ahmed Ben Bella, presidente de Argelia, dispuso su traslado en avión a El Cairo, donde falleció el 16 de abril de 1964. Fue el único dirigente de la UPC que no murió a causa de la violencia.